# George Boateng (Fußballspieler, 1975)
George Boateng (* 5. September 1975 in Nkawkaw, Ghana) ist ein ehemaliger niederländischer Fußballspieler und derzeitiger -trainer ghanaischer Herkunft, der zuletzt bei Kelantan FA in Malaysia unter Vertrag stand. Boateng wechselte nach seinem Karrierebeginn in den Niederlanden in die englische Premier League und bestritt dort von 1997 bis 2010 384 Spiele für Coventry City, Aston Villa, den FC Middlesbrough und Hull City. Größte Erfolge des viermaligen niederländischen Nationalspielers waren der Gewinn des englischen Ligapokals 2004 und das Erreichen des UEFA-Pokal-Finals 2006.

## Karriere

### Karrierebeginn in den Niederlanden und Etablierung in der Premier League, bis 2002
Der aus Ghana stammende Boateng startete seine Profikarriere in der Saison 1994/95 bei Excelsior Rotterdam und kam zu neun Einsätzen in der zweitklassigen Eerste Divisie. Im Sommer 1995 wechselte er zum führenden Rotterdamer Klub Feyenoord, der mit Excelsior eine Partnerschaft unterhielt. Boateng etablierte sich bereits in seiner ersten Saison bei Feyenoord als Stammspieler, ein Titelgewinn blieb ihm aber verwehrt. Ein halbes Jahr vor Ablauf seines Vertrages verließ er die Eredivisie im Dezember 1997 und wechselte für eine Ablöse von €250.000 zum englischen Erstligisten Coventry City.
Der zu diesem Zeitpunkt amtierende Kapitän des niederländischen U-21-Nationalteams setzte sich auch bei Coventry umgehend in der Stammmannschaft fest. Als Abräumer und Ballverteiler im Mittelfeld war er ein entscheidender Faktor dafür, dass sich Coventry frühzeitig aus dem Abstiegskampf lösen konnte und die Premier League 1997/98 auf dem elften Tabellenplatz beendete. In der Saison 1998/99 war Boateng nicht in der Lage, an seine Form aus der Vorsaison anzuknüpfen und verlor seinen Platz in der Mittelfeldzentrale im November vorübergehend an den Belgier Philippe Clement. Zum Jahreswechsel hin wurde er von Trainer Gordon Strachan ins rechte Mittelfeld beordert, eine Position auf der Boateng zwar weiterhin meist hohen Einsatz zeigte und bei den Siegen gegen den FC Liverpool, Aston Villa und den FC Southampton zum Torerfolg kam, jedoch im April nach einem lustlosen Auftritt öffentlich bekundete, lieber im zentralen Mittelfeld aufzulaufen.
Wenige Wochen später wurde er von John Gregory für eine Ablösesumme von £4,5 Mio. zum Ligakonkurrenten Aston Villa geholt. Auch dort kam Boateng zunächst im rechten Mittelfeld zum Einsatz, erst nach einer Verletzung von Dion Dublin rückte er auf die präferierte Sechserposition und gehörte in der Folge zu den Leistungsträgern der Villa-Elf. Neben Rang 6 in der Premier-League-Saison 1999/2000 erreichte er mit Villa das Halbfinale des League Cups, in dem man Leicester City unterlag und als Höhepunkt das Finale um den FA Cup 1999/2000, dem letzten im Wembley-Stadion vor dessen Neubau, in dem der FC Chelsea allerdings mit 1:0 siegte. Boateng blieb auch in den folgenden beiden Spielzeiten ein Fixpunkt im Team von Aston Villa und gab am 10. November 2001 in einem Freundschaftsspiel gegen Dänemark sein Debüt in der niederländischen A-Nationalmannschaft. Meinungsverschiedenheiten mit Graham Taylor, der den Trainerposten im Februar 2002 übernommen hatte, führten schließlich zu Boatengs Abgang im Sommer 2002.

### Erfolge mit Middlesbrough, 2002–2008
Steve McClaren, Trainer des FC Middlesbrough, waren die Dienste des 27-jährigen Niederländers £ 5 Mio. wert. Boateng war auch in Middlesbrough umgehend Stammspieler im zentralen Mittelfeld und verlebte mit dem Klub die erfolgreichsten Jahre der Vereinsgeschichte. 2004 gewann die Mannschaft durch einen 2:1-Erfolg gegen die Bolton Wanderers den League Cup und damit den ersten nationalen Titel des Vereins; die Anhänger des Klubs wählten ihn in der Folge zum „Spieler des Jahres“. Durch den Titelgewinn war der Verein auch erstmals für einen europäischen Wettbewerb startberechtigt und drang im UEFA-Pokal 2004/05 bis ins Achtelfinale vor. Mit einem siebten Rang in der Premier League 2004/05, der besten Meisterschafts-Platzierung seit 30 Jahren, qualifizierte man sich auch für den UEFA-Pokal 2005/06 und erreichte als Gruppensieger die K.-o.-Phase. Dort schaltete man zunächst den VfB Stuttgart und AS Rom durch die Auswärtstorregel aus und drehte dann gegen den FC Basel (Viertelfinale) und Steaua Bukarest (Halbfinale) jeweils einen zwischenzeitlichen 0:3-Rückstand und zog damit erstmals in ein europäisches Pokalfinale ein. Im Philips Stadion von Eindhoven erwies sich der spanische Vertreter FC Sevilla als zu stark und gewann den Titel durch einen 4:0-Erfolg. Durch die internationalen Auftritte auch erneut in den Fokus des Nationaltrainers gerückt, kam Boateng im Dezember 2005 erstmals seit Februar 2002 wieder zu einem Länderspieleinsatz und spielte auch im März 2006 in einem Vorbereitungsspiel zur Fußball-Weltmeisterschaft 2006 gegen Ecuador. In der Gunst der Nationaltrainer kam Boateng aber im Laufe seiner Karriere an Spielern wie Phillip Cocu, Edgar Davids, Paul Bosvelt oder Mark van Bommel nicht vorbei und blieb auch für die WM 2006 unberücksichtigt.
Zur Premier League 2006/07 übernahm der bisherige Mannschaftskapitän Gareth Southgate das Traineramt bei Boro und übergab die Kapitänsbinde an Boateng. Auch unter seinem ehemaligen Mannschaftskameraden Southgate war Boateng mit seiner Zweikampfstärke und Passsicherheit eine der Stützen des Teams, eine Wiederholung der Erfolg der vorangegangenen Spielzeiten blieb aber aus. Nachdem es im Januar 2008 zu einem Trainingsstreit zwischen Southgate und Boateng gekommen sein soll, enthob der Trainer Boateng von seinem Kapitänsamt und läutete damit den Abschied des Mittelfeldakteurs zum Saisonende ein.

### Abstiegskampf mit Hull und Wechsel nach Griechenland, 2008–2011
Erstligaaufsteiger Hull City sicherte sich Boateng im Sommer 2008 für eine Million Pfund Ablöse. Der Liganeuling, erstmals erstklassig in der 104-jährigen Vereinsgeschichte, begann die Premier League 2008/09 mit einem Höhenflug und stand nach dem neunten Spieltag mit 20 Punkten auf dem dritten Tabellenrang, Höhepunkt des Saisonauftakts war ein 2:1-Erfolg beim FC Arsenal. An den folgenden zehn Spieltagen bis zum Rückrundenbeginn kamen nur noch sieben Punkte hinzu. Wendepunkt der Saison war eine 1:5-Niederlage (Halbzeitstand 0:4) bei Manchester City am 19. Spieltag, als sich Trainer Phil Brown dazu entschied, die Halbzeitansprache auf dem Spielfeld direkt vor den mitgereisten Fans abzuhalten. In der Rückrunde, die Boateng verletzungsbedingt zu großen Teilen verpasste, errang das Team nur acht weitere Punkte, und hatte mit 35 Zählern einen Punkt Vorsprung auf den ersten Abstiegsplatz. Auch in der folgenden Saison besserten sich die Resultate der Mannschaft kaum, die komplette Saison über im Abstiegskampf kam es zwischen Brown und Boateng nach einer 1:6-Niederlage am 7. Spieltag gegen den FC Liverpool bereits zum Zerwürfnis. Boateng, der in der Partie als Vertreter des lange verletzten Ian Ashbee die Kapitänsbinde trug, wurde von Brown für die hohe Niederlage besonders verantwortlich gemacht und einen Monat lang nicht mehr berücksichtigt. Auch unter Browns Nachfolger Iain Dowie, der die Mannschaft am 31. Spieltag übernahm und Boateng erneut zum Kapitän machte, gelang die Trendwende nicht mehr und für Boateng endete erstmals eine Saison auf einem Abstiegsplatz.
Er entschied sich in der Saisonpause gegen einen Verbleib in England – Interesse hatte unter anderem Erstligaaufsteiger West Bromwich Albion bekundet –, sondern wechselte nach 13 Spielzeiten in der Premier League zum griechischen Erstligisten Skoda Xanthi. Zum Zeitpunkt seines Abgangs war Boateng mit 384 Premier-League-Einsätzen nicht-britischer Rekordfeldspieler, lediglich die beiden Torhüter Mark Schwarzer (Australien) und Shay Given (Irland) bestritten bis Sommer 2010 als Ausländer mehr Spiele in der 1992 geschaffenen englischen Eliteklasse. Sein Aufenthalt in Griechenland dauerte lediglich ein Jahr, nach 19 Einsätzen und zwei Toren verließ er den Klub bereits im Sommer 2011 wieder.

### Rückkehr nach England, seit 2011
Boateng hielt sich in der Folge bei Profiklubs in England fit und wurde von seinem vormaligen Middlesbrough-Trainer Steve McClaren zum englischen Zweitligisten Nottingham Forest gelotst, wo er einen Ein-Jahres-Vertrag unterschrieb. Nachdem er allerdings in nur fünf Spielen zum Einsatz gekommen war, wurde sein Vertrag nach Saisonende nicht verlängert. Nach mehreren Monaten ohne Verein, wechselte Boateng im November nach Malaysia zum UPB-MyTeam FC.

## Erfolge
- League-Cup-Sieger: 2004
- FA-Cup-Finalist: 2000
- UEFA-Pokal-Finalist: 2006